# ソンガチャ川
ソンガチャ川（ソンガチャがわ、ロシア語：Сунгача、中国語：松阿察河）は、中華人民共和国黒竜江省とロシア連邦の国境における河川である。シンカイ湖から注いで、ウスリー川を経って、アムール川に流れ込んでいる。12月下旬から1月中旬まで凍結する。

## 注脚
1. ↑  シンカイ湖国家級自然保護区
2. ↑  中国の主なその他の湖